# L'Expression (Tunisie)
Pour les articles homonymes, voir L'Expression.
L'Expression est un hebdomadaire tunisien en langue française qui paraît à Tunis du 19 octobre 2007 au 27 février 2009.

## Historique
Le journal est fondé en 2007 et paraît pour la première fois le 19 octobre 2007. Ridha Kéfi, ancien correspondant de Jeune Afrique, en devient rédacteur en chef et Raouf Cheikhrouhou est directeur de la publication.
Cependant, le lancement ne se passe pas bien et la publication ne parvient pas à atteindre l'équilibre financier.
L'Expression ferme ses portes début mars 2009, juste avant de publier son 72e numéro. Après un an et demi, le journal ne parvient pas à trouver son public, notamment en raison de son lectorat restreint.

## Ligne éditoriale
Le journal écrit principalement sur les sujets politiques et économiques, mais publie aussi des articles sur l'actualité et les sujets de société.

## Diffusion
L'Expression est distribué par le service de distribution du groupe Dar Assabah, appartenant à l'entreprise Defi SARL,. Il est vendu dans tous les points de vente des journaux du pays.
Il s'adresse aux personnes francophones, un marché plus restreint que pour les journaux publiant en arabe. La cible est la « classe moyenne et supérieure occidentalisée ».

## Caractéristiques techniques
- Nombre de pages : 68 pages
- Format : 21-27
- Quadrichromie